# Newline
 (février 2012).
Newline est un équipementier sportif d'origine danoise fondé en 1981 et réputé pour la capacité de ses équipements à s'adapter à toutes les conditions de pratique sportive et notamment aux météos extrêmes.

## Origine de la marque
Helge Petersen, parachutiste et pentathlonien danois décide de remplacer le coton  de ses  équipements par le tissu de son parachute pour améliorer la protection thermique et la respirabilité des équipements running. Il développe ensuite ses produites sous le nom de la marque.

## Histoire
La marque Newline démarra réellement son activité commerciale en 1981 au Danemark. 
Progressivement le réseau de distribution s'est étendu aux autres pays nordiques, puis au pays anglophones.
Depuis 2011, la marque est diffusée en France dans les boutiques spécialisé en Running.
En 2013, le distributeur français de la marque inaugure le site internet vitrine de la marque en France.

## Activités
Newline produit des vêtements sportswear et équipements course à pied (dit running), de triathlon et de cyclisme.
Depuis 2011, Newline commercialise une gamme de chaussures de running. Chaque chaussure est vendue avec un kit d'accessoires permettant un réglage personnalisé de l'amorti, du maintien et de la stabilité et ce, pour chaque pied.

## Technologie
Les chaussures de running Newline sont pourvues de la technologie "Tricomponents System" qui permet un ajustement personnalisé de l'amorti, du maintien et  de la stabilité  et ce pour chaque pied.
Les textiles des vêtements sont composés de fibre issues et s'inspirant du monde du parachutisme.
Le design des vêtements est élaboré en Suisse.